# Cenere ossea
La cenere ossea è un materiale bianco prodotto attraverso la calcinazione di ossa. La composizione di questo prodotto varia a seconda del tipo di ossa utilizzate, ma generalmente esso è composto da un 55-56% di ossido di calcio, un 42-43% di anidride fosforica e un 1,5-2% dato dalla somma di ossido di magnesio e diossido di silicio, con una formula chimica che è solitamente indicata come Ca5(OH)(PO4)3. La densità della cenere ossea si aggira tipicamente attorno ai 3,10 g/cm³ mentre una completa fusione del materiale si ha attorno ai 1670 °C.

## Utilizzi

### Porcellana
La cenere ossea è utilizzata per la produzione di una particolare porcellana (chiamata per questo "porcellana d'ossi" e più conosciuta con il suo nome inglese "Bone China"), costituita per l'appunto al 50% di cenere ossea derivata da ossi animali. Il processo di produzione della cenere prevede vari passaggi, il primo dei quali consiste nel rimuovere meccanicamente i resti di carne dagli ossi, fino a renderli completamente puliti. Dopodiché gli ossi vengono scaldati fino a circa 1200 °C, così da rimuovere da essi ogni componente organico e sterilizzarli. Infine, gli ossi sterilizzati vengono macinati con acqua e quindi ridotti in finissimi grani che possono essere utilizzati nella produzione della suddetta porcellana. La cenere ossea gioca un ruolo fondamentale nella creazione di quest'ultima poiché i fosfati in essa contenuti portano alla formazione di fosfato tricalcico beta (l'allotropo a struttura romboedrica del fosfato di calcio), mentre altri composti degli ossi portano alla formazione di anortite, un tectosilicato di calcio e alluminio.

Per motivi etici comunque, negli ultimi anni l'utilizzo di questo materiale nella produzione di porcellana è stato via via sostituito da fosfato di- e tricalcico prodotto da alternative sintetiche alla cenere d'ossi.

### Fertilizzanti
La cenere ossea può essere utilizzata da sola come fertilizzante organico (in questo ambito viene anche chiamata "farina di ossa") o può essere trattata con acido solforico per creare un superfosfato da usare come fertilizzante solubile in acqua.
Ca3(PO4)2 + 2 H2SO4 + 5 H2O → 2 CaSO4•2H2O + Ca(H2PO4)2•H2O
Allo stesso modo la cenere ossea può essere trattata con acido fosforico per ottenere un triplo superfosfato, ossia un fertilizzante a base di fosforo maggiormente concentrato in cui è assente il contenuto di gesso del precedente superfosfato singolo.
Ca3(PO4)2 + 4 H3PO4 → 3 Ca(H2PO4)2

### Lavorazioni meccaniche
La cenere ossea è utilizzata per diversi scopi nella lavorazione dei metalli. Questi includono il suo utilizzo nella realizzazione di composti usati per la lucidatura e per il rivestimento di metalli, e anche per la produzione di sigillanti atti riparare cricche e fessurazioni. Particolari proprietà che rendono la cenere ossea adatta all'uso nel rivestimento a polvere dei metalli sono la sua stabilità termica e la sua refrattarietà.

### Metallurgia
La cenere ossea è spesso utilizzata nella coppellazione, un processo di raffinazione adottato in metallurgia per trattare minerali o leghe metalliche e separare metalli nobili, come oro e argento, da metalli di base presenti nel minerale, quali piombo, zinco e antimonio.
Nella coppellazione il minerale viene scaldato a temperature comprese tra i 900 e i 1000 °C e i sopraccitati metalli base vengono ossidati facendo passare un flusso di ossigeno sul materiale fuso. Una volta ossidato, il metallo base, sempre allo stato liquido, in parte vaporizza e in parte viene rimosso o assorbito per capillarità grazie al rivestimento del forno, che deve essere costituito da un materiale calcareo e altamente poroso. Data anche la sua resistenza alle alte temperature, la cenere ossea pressata in blocchi o in pasta è quindi un ottimo materiale per tale utilizzo.